# Музей Карло Билотти
 Музей Карло Билотти  (итал. Museo Carlo Bilotti) — музей современного искусства, в котором выставлены произведения живописи и скульптуры из собрания итало-американского коллекционера Карло Билотти (1934—2006); находится в Риме, в парке Вилла Боргезе.

## Здание
Этот загородный дом, принадлежавший знатной семье Чеули, перешёл к роду Боргезе в начале XVII века, когда кардинал Шипионе скупил окружающие его усадьбу земли для того, чтобы разбить на них огромный парк, Виллу Боргезе. В последней четверти XVIII века, по заказу князя Маркантонио Боргезе (1730—1809), «домик у кривой стены» был перестроен в «домик водяных забав» и стал центром разбитого вокруг него «Сада у озера» с фонтанами, нимфеумами, беседками, статуями, перголами из цитрусовых. Реконструкция проходила в два этапа. В 1775—1779 годах были оформлены интерьеры с участием ряда известных художников своего времени. Расписывали стены домика и создавали для них картины Т. Кунце, Д. Кадес, К. Унтерперджер. Затем, в 1790—1793 годах было пристроено помещение для оркестра, оформленное и расписанное фресками под руководством К. Унтерперджера. До середины XIX века здесь проходили многочисленные праздники, балы и другие светские развлечения. В 1849 году при подавлении буржуазно-демократической революции здание было разрушено огнём французской артиллерии, внутренняя отделка его была полностью утрачена. Впоследствии домик восстановили в более примитивной форме, чтобы он служил оранжереей, то есть зимним хранилищем для горшков с цитрусовыми. От прежнего великолепия сохранился только нимфеум с ракушками, гербом Боргезе и чашей для воды в виде саркофага. С 1903 года, после перехода парка Вилла Боргезе в собственность города, в оранжерее располагались жилые помещения и различные конторы; некоторое время здание занимал религиозный институт, а с 1982 года — офисы городской администрации. Когда Карло Билотти, предприниматель, занимавшийся производством парфюмерии и косметики, собиратель и меценат, передал свою коллекцию современного искусства городу Риму, здание оранжереи было отреставрировано под музей, открытие которого состоялось в 2006 году.

## Экспозиция
В музее представлены 22 работы, составляющие коллекцию Карло Билотти, 18 из которых — это произведения Джорджо де Кирико. Несколько залов предназначены для проведения временных выставок современных художников.
Зал № 1:
- Л. Риверс «Карло Билотти на фоне картины Дюбюффе», живописная инсталляция (1994);
- Э. Уорхол «Мать и дочь: Тина и Лиза Билотти», холст, акриловые краски, чернила (1981).

Зал № 2:
- Д. Северини «Лето», холст, масло (1951);
- Д. де Кирико «Загадочные археологи», холст, масло (1926);
- Д. де Кирико «Археологи», холст, масло (около 1927);
- Д. де Кирико «Мебель в комнате», холст, масло (1927);
- Д. де Кирико «Кони на берегу моря», холст, масло (1927—1928);
- Д. де Кирико «Всадник с двумя античными персонажами на берегу моря», холст, масло (около 1929);
- Д. де Кирико «Блондинка, повернувшаяся спиной», холст, масло (около 1930);
- Д. де Кирико «Одинокий археолог», холст, масло (около 1937);
- Д. де Кирико «Автопортрет с головой Минервы», холст, масло (1950-е годы);
- Д. де Кирико «Тайна и меланхолия улицы, девочка с обручем», холст, масло (реплика конца 1960-х годов картины 1914 года);
- Д. де Кирико «Исторические регаты в Венеции», холст, масло (1950-е годы);

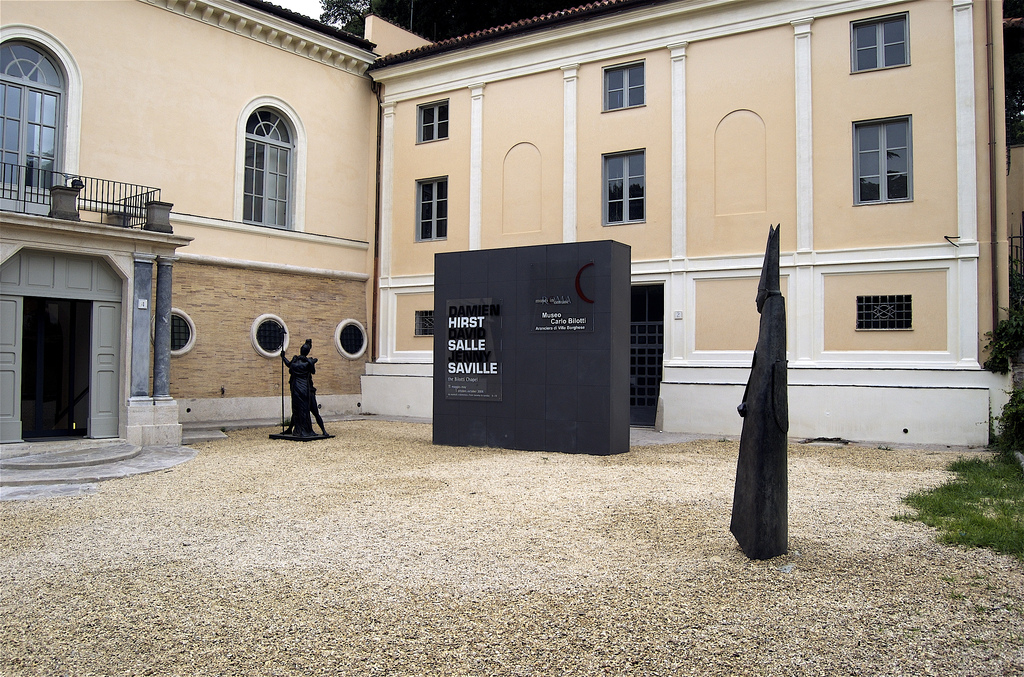
Двор музея

- Д. де Кирико «Всадник, держащий коня под уздцы», холст, масло (около 1953);
- Д. де Кирико «Метафизический интерьер с печеньем», холст, масло (реплика конца 1960-х годов картины 1918 года);
- Д. де Кирико «Одинокий Орфей», холст, масло (1973);
- Д. де Кирико «Конь», бумага, акварель, чернила (около 1950);
- Д. де Кирико «Древний всадник», бумага, акварель, уголь (около 1960);
- Д. де Кирико «Орест и Пилад», бронза (отливка 1965 года с терракотовой модели 1940);
- Д. де Кирико «Археолог», бронза (отливка 1988 года с оригинала 1972).

Двор:
- Д. Манцу «Великий кардинал», бронза (отливка 8 экземпляров в 2004 году с модели 1965);
- Д. де Кирико «Гектор и Андромаха», бронза (отливка 2 экземпляров в 2006 году с оригинала 1966).

## Ссылка на представленные в музее произведения
Галерея экспонатов музея (итал.). Дата обращения: 21 октября 2013.